# Puchar OZKosz
Puchar OZKosz – cykliczne rozgrywki sportowe, prowadzone systemem pucharowym, organizowane w latach 1962–1972, a następnie 2012–2017 przez Opolski Związek Koszykówki dla polskich oraz czeskich męskich klubów koszykarskich (zarówno amatorskich, jak i profesjonalnych).

## Medaliści
| Sezon |                          |                          |                        |
| ----- | ------------------------ | ------------------------ | ---------------------- |
| 1962  | Pogoń Prudnik            | Kolejarz Opole           |                        |
| 1963  | Pogoń Prudnik            |                          |                        |
| 1964  | Pogoń Prudnik            |                          |                        |
| 1965  | Pogoń Prudnik            |                          |                        |
| 1966  | Pogoń Prudnik            |                          |                        |
| 1967  | Pogoń Prudnik            |                          |                        |
| 1968  | Pogoń Prudnik            |                          |                        |
| 1969  | Pogoń Prudnik            |                          |                        |
| 1970  | Pogoń Prudnik            |                          |                        |
| 1971  | Pogoń Prudnik            | AZS Politechnika Opolska |                        |
| 1972  | Pogoń Prudnik            |                          |                        |
| 2012  | Pogoń Prudnik            | ASK Doral Nysa Kłodzko   | KS Sudety Jelenia Góra |
| 2015  | Turów Zgorzelec          | Pogoń Prudnik            | ASK Doral Nysa Kłodzko |
| 2017  | AZS Politechnika Opolska | AZS-AWF Katowice         | MKS Otmuchów           |